# Arévalo (humorista)
Francisco Rodríguez Iglesias, més conegut com Arévalo o Paco Arévalo (Madrid, 2 de setembre de 1947 - València, 3 de gener de 2024) fou un humorista i actor espanyol.

## Biografia
Fill d'un torero còmic, va passar la seua infància a Catarroja (l'Horta Sud) i s'inicia en l'espectacle del Bombero torero el 1970. El sobrenom d'Arévalo és en realitat el segon cognom del seu pare. Va decidir dedicar-se a l'humor i a la fi de la dècada dels setanta i principis dels vuitanta del segle xx va començar a fer-se famós amb els seus acudits de "gangosos i homosexuals", dels quals va arribar a gravar una trentena de cassets.
Va debutar al cinema en 1981 amb la pel·lícula Su majestad la risa. No obstant això, la gran popularitat li arriba a partir de 1983, quan va començar a aparèixer setmanalment al programa de televisió espanyola Un, dos, tres... responda otra vez, el concurs de major èxit en la televisió. Arévalo va ser present en totes les seves edicions fins a la més recent, de 2004, que va portar el títol d'Un, dos, tres... a leer esta vez.
Gràcies a l'èxit del programa, Arévalo va multiplicar el nombre d'actuacions en sales de festes i escenaris per tot Espanya. Va gravar també diverses pel·lícules còmiques, totes elles sota la direcció de Mariano Ozores, com El currante (1983), Agítese antes de usarla (1983), El pan debajo del brazo (1983) o Los obsexos (1985).
En 1997 Antena 3 li va oferir el seu propi espai, Arévalo i Cia., en el qual interpretava una sèrie de sketches acompanyat per actors com Manolo Cal, José Carabias, Javivi, Malena Gracia, Marta de Pablo i Idoia Rossi.
Amb posterioritat va provar sort també com a actor interpretant petits papers tant en televisió (Éste es mi barrio, 1996), com en cinema: Papá Piquillo (1998), d'Álvaro Sáenz d'Heredia; ¡Ja me maaten...! (2000), de Juan Antonio Muñoz; El oro de Moscú (2003), de Jesús Bonilla; Isi & Disi, alto voltaje (2006), de Miguel Ángel Lamata; Abrázame (2011), d'Óscar Parra de Carrizosa.
En 2005 va participar com a concursant en el programa de telerealitat La Granja de los famosos. Entre 2007 i 2009 va acudir sovint al programa d'èxit de Canal Sur Televisió, La tarde con María, presentat per María del Monte, on contava acudits i feia sketchs.
En 2011 va protagonitzar l'obra de teatre Dos gemelos al costat de Bertín Osborne.
En 21 d'abril de 2018, comença a col·laborar en Sábado Deluxe, programa televisiu presentat per Jorge Javier Vázquez i María Patiño.
Va morir el 3 de gener del 2024.